# Strings
strings — UNIX-утиліта, яка використовується для пошуку рядків в двійкових файлах. Вона виводить послідовності друкованих символів, виявлених в заданому файлі. Може використовуватися для візуального аналізу дамп-файлів (core dump) або для відшукання інформації про тип файлу, наприклад для графічних файлів невідомого формату (наприклад, strings image-file | more може вивести рядок «JFIF», що говорить про те, що програмі переданий графічний файл у форматі JPEG). У більшості сценаріїв ця команда використовується в зв'язці з grep або sed.